# A-Jugend Handball-Bundesliga 2024/25
Die Saison 2024/25 der A-Jugend (U19) Handball-Bundesliga JBLH war die 14. Spielzeit der höchsten deutschen Spielklasse im Handball der männlichen Jugend. Zu dieser Saison wurde ein neuer Modus mit einer ersten und zweiten Jugendbundesliga (JBLH) mit je 20 Mannschaften eingeführt. Sie startete am 7. September 2024 in Kiel und endete am 31. Mai 2025 mit dem Final-Rückspiel in Erlangen. In vielen Medien kommt seit einigen Jahren oft nur noch der Begriff U19 statt A-Jugend für die Altersklasse der 17- und 18-jährigen Handballspieler zur Anwendung. Die A-Jugend-Bundesliga JBLH 2024/25 wurde vom Deutschen Handballbund (DHB) ausgerichtet, welcher die Ergebnisse für die Jugend-Ligen seit der Saison 2022/23 in dem Portal Handball.net veröffentlicht.

## Qualifikation A-Jugend (U19)
Für die neue 1. Jugendbundesliga (1. JBLH) und die 2. Jugendbundesliga (2. JBLH) gab es die Möglichkeit sich automatisch durch das Ergebnis der Vorsaison zu qualifizieren oder über vier spezielle Qualifikationsrunden, die es in dieser Form nur in dieser Saison beim Übergang vom alten auf das neue System gespielt wurden. Folgende Qualifikationsrunden wurden durchgeführt:
Qualifikationsrunde 1

In dieser Runde qualifizierten sich aus 10 Teilnehmern vier Teams für die 1. JBLH. Gespielt wurde in zwei Fünfergruppen, die von der Jugendspielkommission nach geografischen und weiteren Gesichtspunkten eingeteilt wurden. Die beiden Erstplatzierten jeder Gruppe waren für die 1. JBLH qualifiziert, die Teams auf den Plätzen 3–5 gingen in die Qualifikationsrunde 2. Teilnahmeberechtigt waren:
- Plätze 6, 7 und 8 der Meisterrunden 1 und 2 in der Saison 2023/24 (6 Teams)
- Final-Four Teilnehmer der Pokalrunde 2023/24 (4 Teams)
- Die Bonner JSG verzichtete auf die Teilnahme.

Qualifikationsrunde 2

In dieser Runde mit folgenden 12 Teams qualifizierten sich die besten sechs Teams für die 1. JBLH und die restlichen sechs Teams für die 2. JBLH. Gespielt wurde in zwei Sechsergruppen, die von der Jugendspielkommission nach geografischen und weiteren Gesichtspunkten eingeteilt wurden. Teilnahmeberechtigt waren:
- Fünf Teams, aus Qualifikationsrunde 1, die dort nicht weiter gekommen sind
- Vier Verlierer-Teams aus den Viertelfinals der Pokalrunde 2023/24
- Entfällt, weil alle B-Jugend Teams bereits auf anderem Weg qualifiziert waren: Zwei Vereine aus dem Viertelfinale der DM 2024 der B-Jugend, die noch nicht auf anderem Weg für die JBLH qualifiziert sind

Qualifikationsrunde 3

Diese geplante Zwischenrunde entfiel mangels Teilnehmern.
Qualifikationsrunde 4

In dieser letzten Runde mit 12 Teams qualifizierten sich die besten sechs Teams für die 2. JBLH. Gespielt wurde in 2 Sechsergruppen, die von der Jugendspielkommission nach geografischen und weiteren Gesichtspunkten eingeteilt wurden, die drei Erstplatzierten erhielten die letzten Plätze in der 2. JBLH. Teilnahmeberechtigt waren:
- Vier Teams aus Vorab-Qualifikationsrunden der Oberligen
- Plätze 5 und 6 der JBLH-Pokalrunden (Staffel 1–4) der Saison 2023/24 (8 Teams)
- gespielt wurde in drei Vierergruppen mit 2 Halbfinals und einem Spiel um den dritten Platz. Die ersten 3 Teams jeder Gruppe erhielten einen Startplatz in der 2. JBLH.

|                                                                                        | Teams, die sich für die 1. JBLH-Liga qualifizieren | Teams, die sich für die 2. JBLH-Liga qualifizieren |
| -------------------------------------------------------------------------------------- | --- | --- |
| Automatische Qualifikation                                                             | | |
| Plätze 1 bis 5 der Meisterrunden 1 und 2 aus der Saison 2023/24                        | 10 Teams: - SC Magdeburg - Füchse Berlin Reinickendorf - Rhein-Neckar Löwen - HC Erlangen - TSV Burgdorf - SG BBM Bietigheim - TSV Bayer Dormagen - Frisch Auf Göppingen - HSV Hamburg - Bergischer HC | --- |
| Plätze 3 und 4 der JBLH-Pokalrunden (Staffel 1–4) der Saison 2023/24                   | --- | 8 Teams: - SG Pforzheim/Eutingen - mHSG Friesenheim-Hochdorf - ASV Hamm-Westfalen - VfL Gummersbach - HSC 2000 Coburg - HSG Dutenhofen/Münchholzhausen - SG Hamburg-Nord - HC Bremen |
| Qualifikationsrunden                                                                   | | |
| Qualifizierte Teams aus Qualifikationsrunde 1 am 1. Juni 2024 in Altenholz und Leipzig | 4 Teams: - THW Kiel - HC Empor Rostock - SC DHfK Leipzig - JANO Filder | --- |
| Qualifizierte Teams aus Qualifikationsrunde 2:                                         | 6 Teams: - SG Flensburg-Handewitt - TuSEM Essen - VfL Eintracht Hagen - 1. VfL Potsdam - mJSG Melsungen/Körle/Guxhagen - JSG Balingen-Weilstetten                                                      | 3 Teams: - HSG Handball Lemgo - HSG Rodgau Nieder-Roden - TV Bittenfeld |
| Qualifikationsrunde 3 entfiel                                                          | --- | --- |
| Qualifizierte Teams aus Qualifikationsrunde 4:                                         | --- | 9 Teams: - GWD Minden - VfL Horneburg - MTV Lübeck - SG DJK Rimpar - JSG Dreiburgenstadt Felsberg - JSG HLZ Ahlen - HG Oftersheim/Schwetzingen - HT München - TV Nieder-Olm          |

Endstand der Qualifikation am 9. Juni 2024

## 1. Jugendbundesliga A-Jugend männlich (1. JBLH mA)
Die 1. Jugendbundesliga A-Jugend männlich (1. JBLH mA) wurde zunächst in 2 Staffeln (Meisterrunde) mit je 10 Mannschaften in Hin- und Rückspielen ausgetragen. Die Plätze eins bis vier qualifizierten sich für das Viertelfinale um die Deutsche A-Jugend-Meisterschaft. Waren nach Abschluss der Meisterrunde zwei oder mehrere Mannschaften punktgleich, wurde nach folgenden Kriterien über die Platzierung entscheiden:
1. höhere Anzahl Punkte in den Direktbegegnungen der punktgleichen Teams;
2. bessere Tordifferenz in den Direktbegegnungen der punktgleichen Teams;
3. bessere Tordifferenz aus allen Gruppenspielen;
4. höhere Anzahl der erzielten Tore aus allen Gruppenspielen;
5. in seltenen Fällen durch ein Entscheidungsspiel

Die Staffeleinteilung wurde durch den DHB nach regionalen Gesichtspunkten vorgenommen. Handball.net stellte zu Saisonbeginn die Kader aller Teams in einem Artikel vor und veröffentlichte nach jedem Spieltag Spielberichte aus der 1. und 2. JBLH. Die Qualifikationsregularien für die folgende JBLH-Saison 2025/26 wurden durch den DHB-Bundesrat im Oktober 2024 beschlossen.

### 1. Liga – Staffel Nord
| Pl.                                        | Verein                      | Sp. | S  | U | N  | Tore      | Diff. | Punkte  |
| ------------------------------------------ | --------------------------- | --- | -- | - | -- | --------- | ----- | ------- |
| 1.                                         | Füchse Berlin Reinickendorf | 18  | 15 | 0 | 3  | 0626:4770 | +149  | 030:60  |
| 2.                                         | SC Magdeburg                | 18  | 14 | 1 | 3  | 0607:5200 | +87   | 029:70  |
| 3.                                         | THW Kiel                    | 18  | 13 | 1 | 4  | 0671:5810 | +90   | 027:90  |
| 4.                                         | HSV Hamburg                 | 18  | 11 | 1 | 6  | 0605:5670 | +38   | 023:130 |
| 5.                                         | 1. VfL Potsdam              | 18  | 8  | 4 | 6  | 0538:5400 | −2    | 020:160 |
| 6.                                         | SG Flensburg-Handewitt      | 18  | 7  | 1 | 10 | 0525:5580 | −33   | 015:210 |
| 7.                                         | TuSEM Essen                 | 18  | 5  | 2 | 11 | 0518:5820 | −64   | 012:240 |
| 8.                                         | TSV BurgdorfdV              | 18  | 5  | 0 | 13 | 0495:5550 | −60   | 010:260 |
| 9.                                         | HC Empor RostockdV          | 18  | 4  | 2 | 12 | 0540:5730 | −33   | 010:260 |
| 10.                                        | VfL Eintracht Hagen         | 18  | 2  | 0 | 16 | 0479:6510 | −172  | 04:320  |
| Quelle: Handball.net, Stand: 6. April 2025 |                             |     |    |   |    |           |       |         |

Legende und Erläuterungen

Bei Punktgleichheit entschied der direkte Vergleich der Mannschaften und wurde in der Tabelle mit dV gekennzeichnet.

Kreuztabelle

Die Kreuztabelle stellt die Ergebnisse aller Spiele dieser Meisterrunde dar. Die Heimmannschaft ist in der linken Spalte, die Gastmannschaft in der oberen Zeile aufgelistet.
| 1. Liga – Staffel Nord      | THW   | SCM   | FUX   | HCE   | SGF   | HSV   | VFL   | TSV   | HAG   | TUE   |
| --------------------------- | ----- | ----- | ----- | ----- | ----- | ----- | ----- | ----- | ----- | ----- |
| THW Kiel                    |       | 36:37 | 35:32 | 38:36 | 39:34 | 42:37 | 37:31 | 43:33 | 45:31 | 45:25 |
| SC Magdeburg                | 37:34 |       | 29:28 | 38:35 | 30:29 | 38:29 | 25:25 | 41:26 | 45:16 | 30:32 |
| Füchse Berlin Reinickendorf | 40:34 | 30:29 |       | 34:25 | 38:29 | 26:33 | 32:25 | 28:18 | 45:28 | 42:20 |
| HC Empor Rostock            | 28:32 | 28:31 | 27:38 |       | 27:29 | 36:35 | 17:28 | 25:30 | 31:34 | 35:23 |
| SG Flensburg-Handewitt      | 25:24 | 28:37 | 24:37 | 29:29 |       | 29:34 | 34:39 | 31:27 | 40:25 | 28:22 |
| HSV Hamburg                 | 31:41 | 35:29 | 28:36 | 34:33 | 38:27 |       | 27:28 | 34:22 | 33:22 | 35:34 |
| 1. VfL Potsdam              | 33:35 | 35:40 | 21:33 | 25:25 | 30:34 | 29:29 |       | 26:25 | 35:32 | 30:30 |
| TSV Burgdorf                | 31:37 | 27:32 | 23:34 | 30:32 | 24:23 | 34:36 | 28:29 |       | 37:28 | 18:21 |
| VfL Eintracht Hagen         | 25:39 | 21:30 | 22:32 | 36:35 | 24:34 | 31:38 | 28:33 | 24:29 |       | 29:40 |
| TuSEM Essen                 | 35:35 | 26:29 | 27:41 | 29:36 | 34:18 | 30:39 | 29:36 | 31:33 | 30:23 |       |

| Heimsieg | Unentschieden | Auswärtssieg |

### 1. Liga – Staffel Süd
Tabelle
| Pl.                                        | Verein                        | Sp. | S  | U | N  | Tore      | Diff. | Punkte  |
| ------------------------------------------ | ----------------------------- | --- | -- | - | -- | --------- | ----- | ------- |
| 1.                                         | HC Erlangen                   | 18  | 14 | 3 | 1  | 0705:5580 | +147  | 031:50  |
| 2.                                         | SC DHfK LeipzigdV             | 18  | 13 | 3 | 2  | 0635:5340 | +101  | 029:70  |
| 3.                                         | TSV Bayer DormagendV          | 18  | 13 | 3 | 2  | 0654:5470 | +107  | 029:70  |
| 4.                                         | JANO Filder                   | 18  | 13 | 0 | 5  | 0661:5840 | +77   | 026:100 |
| 5.                                         | Rhein-Neckar Löwen            | 18  | 10 | 0 | 8  | 0557:5580 | −1    | 020:160 |
| 6.                                         | Frisch Auf Göppingen          | 18  | 6  | 2 | 10 | 0531:5970 | −66   | 014:220 |
| 7.                                         | Bergischer HC                 | 18  | 6  | 0 | 12 | 0556:6290 | −73   | 012:240 |
| 8.                                         | SG BBM Bietigheim             | 17  | 4  | 0 | 13 | 0516:5900 | −74   | 08:260  |
| 9.                                         | JSG Balingen-Weilstetten      | 17  | 2  | 1 | 14 | 0473:5790 | −106  | 05:290  |
| 10.                                        | mJSG Melsungen/Körle/Guxhagen | 18  | 1  | 2 | 15 | 0500:6120 | −112  | 04:320  |
| Quelle: Handball.net, Stand: 6. April 2025 |                               |     |    |   |    |           |       |         |

Legende und Erläuterungen

Bei Punktgleichheit entschied der direkte Vergleich der Mannschaften und wurde in der Tabelle mit dV gekennzeichnet.

Kreuztabelle

Die Kreuztabelle stellt die Ergebnisse aller Spiele dieser Meisterrunde dar. Die Heimmannschaft ist in der linken Spalte, die Gastmannschaft in der oberen Zeile aufgelistet.
| 1. Liga – Staffel Süd         | BHC   | DOR   | MTT   | LEI   | HCEL  | RNL   | FAG   | JAN   | JBW   | BBM   |
| ----------------------------- | ----- | ----- | ----- | ----- | ----- | ----- | ----- | ----- | ----- | ----- |
| Bergischer HC                 |       | 25:40 | 34:32 | 23:35 | 27:43 | 30:33 | 29:36 | 35:32 | 37:26 | 39:35 |
| TSV Bayer Dormagen            | 41:31 |       | 44:28 | 37:37 | 33:33 | 36:34 | 40:26 | 34:41 | 35:29 | 37:30 |
| mJSG Melsungen/Körle/Guxhagen | 25:30 | 23:38 |       | 31:32 | 23:37 | 25:28 | 27:27 | 31:35 | 32:32 | 23:28 |
| SC DHfK Leipzig               | 48:35 | 36:28 | 32:26 |       | 36:36 | 36:19 | 32:27 | 41:36 | 39:23 | 45:28 |
| HC Erlangen                   | 43:28 | 32:32 | 45:28 | 35:27 |       | 36:29 | 51:35 | 40:38 | 35:27 | 38:34 |
| Rhein-Neckar Löwen            | 27:25 | 28:29 | 35:30 | 30:34 | 34:41 |       | 40:34 | 37:39 | 30:28 | 39:26 |
| Frisch Auf Göppingen          | 31:25 | 25:33 | 32:27 | 29:29 | 25:43 | 27:33 |       | 28:37 | 31:26 | 36:31 |
| JANO Filder                   | 40:34 | 36:43 | 41:33 | 35:32 | 38:32 | 28:30 | 34:25 |       | 39:27 | 35:24 |
| JSG Balingen-Weilstetten      | 26:34 | 29:35 | 34:22 | 23:30 | 31:49 | 25:26 | 32:25 | 27:42 |       | 28:38 |
| SG BBM Bietigheim             | 36:35 | 24:39 | 28:34 | 33:34 | 33:36 | 29:25 | 28:32 | 31:35 | offen |       |

| Heimsieg | Unentschieden | Auswärtssieg |

## 2. Jugendbundesliga A-Jugend männlich (2. JBLH mA)
Die 2. Jugendbundesliga A-Jugend männlich (2. JBLH mA) wurde zunächst in 2 Staffeln (Pokalrunde) mit je 10 Mannschaften in Hin- und Rückspielen ausgetragen. Die Sieger beider Pokalrunden spielten in einem Finale den JBLH-DHB-Pokalsieger aus. Waren nach Abschluss der Pokalrunde zwei oder mehrere Mannschaften punktgleich, wurde nach folgenden Kriterien über die Platzierung entscheiden:
1. höhere Anzahl Punkte in den Direktbegegnungen der punktgleichen Teams;
2. bessere Tordifferenz in den Direktbegegnungen der punktgleichen Teams;
3. bessere Tordifferenz aus allen Gruppenspielen;
4. höhere Anzahl der erzielten Tore aus allen Gruppenspielen;
5. in seltenen Fällen durch ein Entscheidungsspiel

Die Staffeleinteilung wurde durch den DHB nach regionalen Gesichtspunkten vorgenommen. Handball.net stellte zu Saisonbeginn die Kader aller Teams in einem Artikel vor und veröffentlichte nach jedem Spieltag Spielberichte aus der 1. und 2. JBLH. Die Qualifikationsregularien für die folgende JBLH-Saison 2025/26 wurden durch den DHB-Bundesrat im Oktober 2024 beschlossen.

### 2. Liga – Staffel Nord
Tabelle
| Pl.                                        | Verein                       | Sp. | S  | U | N  | Tore      | Diff. | Punkte  |
| ------------------------------------------ | ---------------------------- | --- | -- | - | -- | --------- | ----- | ------- |
| 1.                                         | VfL Horneburg                | 18  | 16 | 0 | 2  | 0668:5640 | +104  | 032:40  |
| 2.                                         | VfL Gummersbach              | 18  | 15 | 1 | 2  | 0664:4750 | +189  | 031:50  |
| 3.                                         | HSG Handball Lemgo           | 18  | 10 | 3 | 5  | 0614:5830 | +31   | 023:130 |
| 4.                                         | SG Hamburg-NorddV            | 18  | 9  | 0 | 9  | 0558:5540 | +4    | 018:180 |
| 5.                                         | GWD MindendV                 | 18  | 9  | 0 | 9  | 0492:5130 | −21   | 018:180 |
| 6.                                         | HC Bremen                    | 18  | 8  | 1 | 9  | 0588:5950 | −7    | 017:190 |
| 7.                                         | JSG Dreiburgenstadt Felsberg | 18  | 7  | 2 | 9  | 0549:5800 | −31   | 016:200 |
| 8.                                         | MTV Lübeck                   | 18  | 5  | 0 | 13 | 0555:6430 | −88   | 010:260 |
| 9.                                         | ASV Hamm-Westfalen           | 18  | 4  | 1 | 13 | 0623:6710 | −48   | 09:270  |
| 10.                                        | JSG HLZ Ahlen                | 18  | 3  | 0 | 15 | 0521:6540 | −133  | 06:300  |
| Quelle: Handball.net, Stand: 6. April 2025 |                              |     |    |   |    |           |       |         |

Legende und Erläuterungen

Bei Punktgleichheit entschied der direkte Vergleich der Mannschaften und wurde in der Tabelle mit dV gekennzeichnet.

Kreuztabelle

Die Kreuztabelle stellt die Ergebnisse aller Spiele dieser Pokalrunde dar. Die Heimmannschaft ist in der linken Spalte, die Gastmannschaft in der oberen Zeile aufgelistet.
| 2. Liga – Staffel Nord       | HCB   | LEM   | GWD   | GUM   | ASV   | MTV   | SGH   | FEB   | HOR   | AHL   |
| ---------------------------- | ----- | ----- | ----- | ----- | ----- | ----- | ----- | ----- | ----- | ----- |
| HC Bremen                    |       | 31:31 | 32:25 | 31:42 | 29:35 | 40:32 | 29:30 | 35:27 | 40:45 | 41:32 |
| HSG Handball Lemgo           | 36:33 |       | 42:31 | 29:37 | 42:40 | 38:35 | 36:31 | 32:29 | 38:34 | 35:29 |
| GWD Minden                   | 29:26 | 22:19 |       | 25:29 | 35:27 | 24:30 | 27:23 | 27:26 | 29:32 | 26:24 |
| VfL Gummersbach              | 32:19 | 38:31 | 35:27 |       | 43:30 | 42:24 | 44:25 | 45:31 | 42:28 | 46:27 |
| ASV Hamm-Westfalen           | 46:51 | 29:29 | 26:30 | 28:44 |       | 40:32 | 29:34 | 33:35 | 28:42 | 44:37 |
| MTV Lübeck                   | 35:40 | 29:37 | 27:31 | 23:42 | 39:38 |       | 25:33 | 28:25 | 30:33 | 39:25 |
| SG Hamburg-Nord              | 26:28 | 30:29 | 32:21 | 31:38 | 42:36 | 43:31 |       | 33:26 | 26:36 | 38:28 |
| JSG Dreiburgenstadt Felsberg | 28:27 | 24:24 | 30:29 | 28:28 | 40:39 | 38:29 | 28:27 |       | 28:34 | 44:38 |
| VfL Horneburg                | 36:26 | 46:37 | 27:26 | 38:37 | 38:35 | 41:21 | 28:27 | 39:32 |       | 48:32 |
| JSG HLZ Ahlen                | 28:30 | 35:49 | 26:28 | 0:0   | 29:40 | 33:46 | 35:27 | 33:30 | 30:43 |       |

| Heimsieg | Unentschieden | Auswärtssieg |

### 2. Liga – Staffel Süd
Tabelle
| Pl.                                        | Verein                         | Sp. | S  | U | N  | Tore      | Diff. | Punkte  |
| ------------------------------------------ | ------------------------------ | --- | -- | - | -- | --------- | ----- | ------- |
| 1.                                         | SG Pforzheim/Eutingen          | 18  | 13 | 2 | 3  | 0537:4850 | +52   | 028:80  |
| 2.                                         | mHSG Friesenheim-Hochdorf      | 18  | 12 | 3 | 3  | 0621:5380 | +83   | 027:90  |
| 3.                                         | HSG Rodgau Nieder-RodendV      | 18  | 12 | 0 | 6  | 0589:5330 | +56   | 024:120 |
| 4.                                         | HG Oftersheim/SchwetzingendV   | 18  | 11 | 2 | 5  | 0548:5350 | +13   | 024:120 |
| 5.                                         | HSC 2000 Coburg                | 18  | 11 | 0 | 7  | 0588:5420 | +46   | 022:140 |
| 6.                                         | HSG Dutenhofen/Münchholzhausen | 18  | 9  | 2 | 7  | 0517:4760 | +41   | 020:160 |
| 7.                                         | HT München                     | 18  | 9  | 0 | 9  | 0554:5410 | +13   | 018:180 |
| 8.                                         | SG DJK Rimpar                  | 18  | 4  | 1 | 13 | 0551:6110 | −60   | 09:270  |
| 9.                                         | TV BittenfelddV                | 18  | 2  | 0 | 16 | 0454:5940 | −140  | 04:320  |
| 10.                                        | TV Nieder-OlmdV                | 18  | 2  | 0 | 16 | 0516:6200 | −104  | 04:320  |
| Quelle: Handball.net, Stand: 6. April 2025 |                                |     |    |   |    |           |       |         |

Legende und Erläuterungen

Bei Punktgleichheit entschied der direkte Vergleich der Mannschaften und wurde in der Tabelle mit dV gekennzeichnet.

Kreuztabelle

Die Kreuztabelle stellt die Ergebnisse aller Spiele dieser Pokalrunde dar. Die Heimmannschaft ist in der linken Spalte, die Gastmannschaft in der oberen Zeile aufgelistet.
| 2. Liga – Staffel Süd          | HGO   | DUT   | COB   | SGP   | TVB   | FRI   | ROD   | RIM   | TVN   | HTM   |
| ------------------------------ | ----- | ----- | ----- | ----- | ----- | ----- | ----- | ----- | ----- | ----- |
| HG Oftersheim/Schwetzingen     |       | 32:35 | 31:30 | 34:34 | 30:25 | 32:32 | 21:34 | 28:24 | 34:31 | 38:29 |
| HSG Dutenhofen/Münchholzhausen | 26:24 |       | 27:32 | 20:21 | 45:28 | 29:33 | 0:0   | 31:32 | 30:25 | 31:26 |
| HSC 2000 Coburg                | 27:28 | 35:26 |       | 31:26 | 40:24 | 36:34 | 35:31 | 35:27 | 43:31 | 32:33 |
| SG Pforzheim/Eutingen          | 33:21 | 30:30 | 28:22 |       | 23:17 | 27:34 | 35:34 | 34:27 | 30:19 | 32:25 |
| TV Bittenfeld                  | 26:37 | 23:31 | 26:30 | 28:32 |       | 24:45 | 24:27 | 32:24 | 33:35 | 21:32 |
| mHSG Friesenheim-Hochdorf      | 27:25 | 29:29 | 40:32 | 29:25 | 33:25 |       | 46:37 | 33:33 | 38:28 | 28:24 |
| HSG Rodgau Nieder-Roden        | 29:32 | 23:33 | 34:26 | 31:33 | 33:21 | 37:29 |       | 45:33 | 37:32 | 37:33 |
| SG DJK Rimpar                  | 28:31 | 26:37 | 32:38 | 30:31 | 31:20 | 41:33 | 38:40 |       | 40:30 | 30:43 |
| TV Nieder-Olm                  | 39:40 | 29:32 | 29:35 | 28:34 | 26:29 | 30:39 | 33:44 | 26:24 |       | 23:29 |
| HT München                     | 26:30 | 28:25 | 35:29 | 25:29 | 40:28 | 24:39 | 29:36 | 44:31 | 29:22 |       |

| Heimsieg | Unentschieden | Auswärtssieg |

## DHB-Pokalrunde
Finale
| 26. April 2025 17:00 Uhr TV: Sportdeutschland.tv | VfL Horneburg                    | 35:30        | SG Pforzheim/Eutingen             | Sporthalle Horneburg Zuschauer: 450 Schiedsrichter: Thilo Bauer / Lars Pohlmann |
| 26. April 2025 17:00 Uhr TV: Sportdeutschland.tv | meiste Tore: Malte Hagedorn (13) | (21:13)      | meiste Tore: Maximilian Böhm (11) | Sporthalle Horneburg Zuschauer: 450 Schiedsrichter: Thilo Bauer / Lars Pohlmann |
| 26. April 2025 17:00 Uhr TV: Sportdeutschland.tv | Strafen: 3×                      | Spielbericht | Strafen: 6×                       | Sporthalle Horneburg Zuschauer: 450 Schiedsrichter: Thilo Bauer / Lars Pohlmann |

| 4. Mai 2025 16:00 Uhr | SG Pforzheim/Eutingen          | 33:33        | VfL Horneburg                       | Bertha-Benz Sporthalle, Pforzheim Zuschauer: 650 Schiedsrichter: Paolo D'Oria / Julius Hlawatsch |
| 4. Mai 2025 16:00 Uhr | meiste Tore: Finn Meißner (12) | (13:17)      | meiste Tore: Josua Schleßelmann (9) | Bertha-Benz Sporthalle, Pforzheim Zuschauer: 650 Schiedsrichter: Paolo D'Oria / Julius Hlawatsch |
| 4. Mai 2025 16:00 Uhr | Strafen: 1× 3×                 | Spielbericht | Strafen: 1× 2×                      | Bertha-Benz Sporthalle, Pforzheim Zuschauer: 650 Schiedsrichter: Paolo D'Oria / Julius Hlawatsch |

Damit gewann der VfL Horneburg als bestes Team der 2. Jugend-Bundesliga den A-Jugend-DHB-Pokal.

## Finalspiele um die Deutsche A-Jugend-Meisterschaft
Übersicht
|  | Viertelfinale               | Viertelfinale | Viertelfinale |    |                    | Halbfinale | Halbfinale | Halbfinale |  |  | Finale | Finale | Finale |
|  |                             |               |               |    |                    |            |            |            |  |  |        |        |        |
|  | THW Kiel                    | 32            | 35            |    |                    |            |            |            |  |  |        |        |        |
|  | SC DHfK Leipzig             | 37            | 34            |    |                    |            |            |            |  |  |        |        |        |
|  | SC DHfK Leipzig             | 37            | 34            |    | SC DHfK Leipzig    | 32         | 30         |            |  |  |        |        |        |
|  |                             |               |               |    | SC DHfK Leipzig    | 32         | 30         |            |  |  |        |        |        |
|  |                             | JANO Filder   | 36            | 41 |                    |            |            |            |  |  |        |        |        |
|  | JANO Filder                 | JANO Filder   | 36            | 41 | 31                 | 33         |            |            |  |  |        |        |        |
|  | JANO Filder                 |               |               |    |                    | 33         |            |            |  |  |        |        |        |
|  | Füchse Berlin Reinickendorf | 30            | 33            |    |                    |            |            |            |  |  |        |        |        |
|  | Füchse Berlin Reinickendorf | 30            | 33            |    | HC Erlangen        | 38         | 42         |            |  |  |        |        |        |
|  |                             |               |               |    |                    |            |            |            |  |  |        |        |        |
|  |                             | JANO Filder   | 35            | 36 |                    |            |            |            |  |  |        |        |        |
|  | TSV Bayer Dormagen          | JANO Filder   | 35            | 36 | 33                 | 28         |            |            |  |  |        |        |        |
|  | TSV Bayer Dormagen          |               |               |    |                    | 28         |            |            |  |  |        |        |        |
|  | SC Magdeburg                | 27            | 27            |    |                    |            |            |            |  |  |        |        |        |
|  | SC Magdeburg                | 27            | 27            |    | TSV Bayer Dormagen | 32         | 29         |            |  |  |        |        |        |
|  |                             |               |               |    | TSV Bayer Dormagen | 32         | 29         |            |  |  |        |        |        |
|  |                             | HC Erlangen   | 36            | 35 |                    |            |            |            |  |  |        |        |        |
|  | HSV Hamburg                 | HC Erlangen   | 36            | 35 | 36                 | 31         |            |            |  |  |        |        |        |
|  | HSV Hamburg                 |               |               |    |                    |            |            |            |  |  |        |        |        |
|  | HC Erlangen                 | 37            | 36            |    |                    |            |            |            |  |  |        |        |        |

### Viertelfinale
Mit dem Viertelfinale starteten die K.o.-Runden um die Deutsche A-Jugend-Meisterschaft, in der alle Begegnungen mit Hin- und Rückspielen ausgetragen wurden. Bei Punktgleichheit wurde in allen Finalspielen nach folgenden Kriterien über den Einzug in die nächste Runde entschieden:
1. bessere Tordifferenz
2. höhere Anzahl der auswärts geworfenen Tore
3. war auch dann noch keine Entscheidung gefallen, wurde sie nach dem zuletzt ausgetragenen Spiel ohne Verlängerung durch Siebenmeterwerfen entsprechend herbeigeführt.

Viertelfinale 1
| 25. April 2025 20:00 Uhr TV: Sportdeutschland.tv | JANO Filder                     | 31:30        | Füchse Berlin Reinickendorf     | Egelsee-Sporthalle 1, Neuhausen/Filder Zuschauer: 550 Schiedsrichter: Nicolas Jaros / Felix Thrun |
| 25. April 2025 20:00 Uhr TV: Sportdeutschland.tv | meiste Tore: Nick Scherbaum (8) | (16:16)      | meiste Tore: Julian Kusche (13) | Egelsee-Sporthalle 1, Neuhausen/Filder Zuschauer: 550 Schiedsrichter: Nicolas Jaros / Felix Thrun |
| 25. April 2025 20:00 Uhr TV: Sportdeutschland.tv | Strafen: 1× 4×                  | Spielbericht | Strafen: 1× 5×                  | Egelsee-Sporthalle 1, Neuhausen/Filder Zuschauer: 550 Schiedsrichter: Nicolas Jaros / Felix Thrun |

| 3. Mai 2025 14:15 Uhr TV: Sportdeutschland.tv | Füchse Berlin Reinickendorf        | 33:33        | JANO Filder                   | Lilli-Henoch-Sporthalle, Berlin Zuschauer: 249 Schiedsrichter: Marvin Völkening / Jonas Zollitsch |
| 3. Mai 2025 14:15 Uhr TV: Sportdeutschland.tv | meiste Tore: William Reichardt (8) | (14:17)      | meiste Tore: Linus Schmid (9) | Lilli-Henoch-Sporthalle, Berlin Zuschauer: 249 Schiedsrichter: Marvin Völkening / Jonas Zollitsch |
| 3. Mai 2025 14:15 Uhr TV: Sportdeutschland.tv | Strafen: 1× 3× 2×                  | Spielbericht | Strafen: 1× 7×                | Lilli-Henoch-Sporthalle, Berlin Zuschauer: 249 Schiedsrichter: Marvin Völkening / Jonas Zollitsch |

Die JANO Filder zog mit dem Gesamtergebnis von 3:1 Punkten und 64:63 Toren in das Halbfinale ein.
Viertelfinale 2
| 27. April 2025 14:00 Uhr TV: Sportdeutschland.tv | TSV Bayer Dormagen           | 33:27        | SC Magdeburg                                    | TSV Bayer Sportcenter, Dormagen Zuschauer: 250 Schiedsrichter: Dustin Seidler / Denis Seidler |
| 27. April 2025 14:00 Uhr TV: Sportdeutschland.tv | meiste Tore: Paul Scholl (7) | (15:17)      | meiste Tore: Noah Hensen, Phileas Daniel (je 6) | TSV Bayer Sportcenter, Dormagen Zuschauer: 250 Schiedsrichter: Dustin Seidler / Denis Seidler |
| 27. April 2025 14:00 Uhr TV: Sportdeutschland.tv | Strafen: 2× 4×               | Spielbericht | Strafen: 1× 7×                                  | TSV Bayer Sportcenter, Dormagen Zuschauer: 250 Schiedsrichter: Dustin Seidler / Denis Seidler |

| 4. Mai 2025 17:00 Uhr TV: Sportdeutschland.tv | SC Magdeburg                    | 27:28        | TSV Bayer Dormagen           | Wolfgang-Lackenmacher-Halle, Magdeburg Zuschauer: 278 Schiedsrichter: Moritz Hartmann / Nils Hennekes |
| 4. Mai 2025 17:00 Uhr TV: Sportdeutschland.tv | meiste Tore: Phileas Daniel (9) | (15:13)      | meiste Tore: Paul Scholl (6) | Wolfgang-Lackenmacher-Halle, Magdeburg Zuschauer: 278 Schiedsrichter: Moritz Hartmann / Nils Hennekes |
| 4. Mai 2025 17:00 Uhr TV: Sportdeutschland.tv | Strafen: 6× 1×                  | Spielbericht | Strafen: 2×                  | Wolfgang-Lackenmacher-Halle, Magdeburg Zuschauer: 278 Schiedsrichter: Moritz Hartmann / Nils Hennekes |

Der TSV Bayer Dormagen zog mit dem Gesamtergebnis von 4:0 Punkten und 61:54 Toren in das Halbfinale ein.
Viertelfinale 3
| 26. April 2025 15:00 Uhr TV: Sportdeutschland.tv | THW Kiel                           | 32:37        | SC DHfK Leipzig                | Edgar-Meschkat-Halle, Altenholz Zuschauer: 428 Schiedsrichter: Matthias Klinke / Sebastian Klinke |
| 26. April 2025 15:00 Uhr TV: Sportdeutschland.tv | meiste Tore: Rasmus Ankermann (13) | (18:19)      | meiste Tore: Caspar Gauer (12) | Edgar-Meschkat-Halle, Altenholz Zuschauer: 428 Schiedsrichter: Matthias Klinke / Sebastian Klinke |
| 26. April 2025 15:00 Uhr TV: Sportdeutschland.tv | Strafen: 4×                        | Spielbericht | Strafen: 4×                    | Edgar-Meschkat-Halle, Altenholz Zuschauer: 428 Schiedsrichter: Matthias Klinke / Sebastian Klinke |

| 3. Mai 2025 16:00 Uhr TV: Sportdeutschland.tv | SC DHfK Leipzig                     | 34:35        | THW Kiel                          | Kleine Arena, Leipzig Zuschauer: 318 Schiedsrichter: Konrad Gimmler / Jannik Rips |
| 3. Mai 2025 16:00 Uhr TV: Sportdeutschland.tv | meiste Tore: Rune Magnus Klecar (8) | (17:18)      | meiste Tore: Rasmus Ankermann (9) | Kleine Arena, Leipzig Zuschauer: 318 Schiedsrichter: Konrad Gimmler / Jannik Rips |
| 3. Mai 2025 16:00 Uhr TV: Sportdeutschland.tv | Strafen: 1× 2× 1×                   | Spielbericht | Strafen: 1×                       | Kleine Arena, Leipzig Zuschauer: 318 Schiedsrichter: Konrad Gimmler / Jannik Rips |

Der SC DHfK Leipzig zog mit dem Gesamtergebnis von 2:2 Punkten und 71:67 Toren in das Halbfinale ein.
Viertelfinale 4
| 26. April 2025 17:00 Uhr TV: Sportdeutschland.tv | HSV Hamburg                         | 36:37        | HC Erlangen                 | q.beyond Arena, Hamburg Zuschauer: 203 Schiedsrichter: Janica Büschgens / Kimberley Büschgens |
| 26. April 2025 17:00 Uhr TV: Sportdeutschland.tv | meiste Tore: Nils Marvin Müller (9) | (20:17)      | meiste Tore: Lars Genz (10) | q.beyond Arena, Hamburg Zuschauer: 203 Schiedsrichter: Janica Büschgens / Kimberley Büschgens |
| 26. April 2025 17:00 Uhr TV: Sportdeutschland.tv | Strafen: 1×                         | Spielbericht | Strafen: 3×                 | q.beyond Arena, Hamburg Zuschauer: 203 Schiedsrichter: Janica Büschgens / Kimberley Büschgens |

| 3. Mai 2025 16:30 Uhr TV: Sportdeutschland.tv | HC Erlangen                    | 36:31        | HSV Hamburg                         | Karl-Heinz-Hiersemann-Halle, Erlangen Zuschauer: 1000 Schiedsrichter: Thomas Hörath / Timo Hofmann |
| 3. Mai 2025 16:30 Uhr TV: Sportdeutschland.tv | meiste Tore: Michel Fuchs (11) | (17:16)      | meiste Tore: Nils Marvin Müller (7) | Karl-Heinz-Hiersemann-Halle, Erlangen Zuschauer: 1000 Schiedsrichter: Thomas Hörath / Timo Hofmann |
| 3. Mai 2025 16:30 Uhr TV: Sportdeutschland.tv | Strafen: 1× 2× 1×              | Spielbericht | Strafen: 2×                         | Karl-Heinz-Hiersemann-Halle, Erlangen Zuschauer: 1000 Schiedsrichter: Thomas Hörath / Timo Hofmann |

Der HC Erlangen zog mit dem Gesamtergebnis von 4:0 Punkten und 73:67 Toren in das Halbfinale ein.
Damit setzten sich alle vier Vertreter der 1. JBLH, Staffel Süd gegen die Nordvertreter durch.

### Halbfinale
Halbfinale 1
| 11. Mai 2025 15:00 Uhr TV: Sportdeutschland.tv | SC DHfK Leipzig                | 32:36        | JANO Filder                                  | Sporthalle Brüderstraße Leipzig Zuschauer: 450 Schiedsrichter: Steven Heine, Sascha Standke |
| 11. Mai 2025 15:00 Uhr TV: Sportdeutschland.tv | meiste Tore: Caspar Gauer (11) | (17:19)      | meiste Tore: Linus Schmid, Tim Bauer (je 10) | Sporthalle Brüderstraße Leipzig Zuschauer: 450 Schiedsrichter: Steven Heine, Sascha Standke |
| 11. Mai 2025 15:00 Uhr TV: Sportdeutschland.tv | Strafen: 1× 5×                 | Spielbericht | Strafen: 4×                                  | Sporthalle Brüderstraße Leipzig Zuschauer: 450 Schiedsrichter: Steven Heine, Sascha Standke |

| 17. Mai 2025 18:30 Uhr TV: Sportdeutschland.tv | JANO Filder                   | 41:30        | SC DHfK Leipzig               | Egelsee-Sporthalle 1, Neuhausen/Filder Zuschauer: 550 Schiedsrichter: Markus Kauth, Andre Kolb |
| 17. Mai 2025 18:30 Uhr TV: Sportdeutschland.tv | meiste Tore: Max Heydecke (7) | (24:15)      | meiste Tore: Caspar Gauer (9) | Egelsee-Sporthalle 1, Neuhausen/Filder Zuschauer: 550 Schiedsrichter: Markus Kauth, Andre Kolb |
| 17. Mai 2025 18:30 Uhr TV: Sportdeutschland.tv | Strafen: 1× 2×                | Spielbericht | Strafen: 7× 1×                | Egelsee-Sporthalle 1, Neuhausen/Filder Zuschauer: 550 Schiedsrichter: Markus Kauth, Andre Kolb |

Die JANO Filder zog mit dem Gesamtergebnis von 4:0 Punkten und 77:62 Toren in das Finale ein.
Halbfinale 2
| 11. Mai 2025 18:00 Uhr TV: Sportdeutschland.tv | TSV Bayer Dormagen          | 32:36        | HC Erlangen                     | TSV Bayer Sportcenter, Dormagen Zuschauer: 500 Schiedsrichter: Leon Bärmann, Nico Bärmann |
| 11. Mai 2025 18:00 Uhr TV: Sportdeutschland.tv | meiste Tore: Malte Adam (8) | (14:17)      | meiste Tore: Maxsim Lochman (9) | TSV Bayer Sportcenter, Dormagen Zuschauer: 500 Schiedsrichter: Leon Bärmann, Nico Bärmann |
| 11. Mai 2025 18:00 Uhr TV: Sportdeutschland.tv | Strafen: 5×                 | Spielbericht | Strafen: 2× 4×                  | TSV Bayer Sportcenter, Dormagen Zuschauer: 500 Schiedsrichter: Leon Bärmann, Nico Bärmann |

| 17. Mai 2025 19:00 Uhr TV: Sportdeutschland.tv | HC Erlangen                | 35:29        | TSV Bayer Dormagen                            | Karl-Heinz-Hiersemann-Halle, Erlangen Zuschauer: 1523 Schiedsrichter: Fabian Friedel, Rick Herrmann |
| 17. Mai 2025 19:00 Uhr TV: Sportdeutschland.tv | meiste Tore: Lars Genz (8) | (15:13)      | meiste Tore: Julius Bahns, Paul Scholl (je 7) | Karl-Heinz-Hiersemann-Halle, Erlangen Zuschauer: 1523 Schiedsrichter: Fabian Friedel, Rick Herrmann |
| 17. Mai 2025 19:00 Uhr TV: Sportdeutschland.tv | Strafen: 1× 3×             | Spielbericht | Strafen: 1× 7× 1×                             | Karl-Heinz-Hiersemann-Halle, Erlangen Zuschauer: 1523 Schiedsrichter: Fabian Friedel, Rick Herrmann |

Der HC Erlangen zog mit dem Gesamtergebnis von 4:0 Punkten und 71:61 Toren in das Finale ein.

### Finale
| 25. Mai 2025 16:00 Uhr TV: Sportdeutschland.tv | JANO Filder                            | 35:38        | HC Erlangen                                  | Sporthalle 1, Nellingen (Ostfildern) Schiedsrichter: Thomas Kern, Thorsten Kuschel |
| 25. Mai 2025 16:00 Uhr TV: Sportdeutschland.tv | meiste Tore: Ben Tiago van der Mei (8) | (20:19)      | meiste Tore: Lars Genz, Michel Fuchs (je 10) | Sporthalle 1, Nellingen (Ostfildern) Schiedsrichter: Thomas Kern, Thorsten Kuschel |
| 25. Mai 2025 16:00 Uhr TV: Sportdeutschland.tv | Strafen: 3×                            | Spielbericht | Strafen: 2× 5×                               | Sporthalle 1, Nellingen (Ostfildern) Schiedsrichter: Thomas Kern, Thorsten Kuschel |

JANO Filder: Ben Tiago van der Mei (8), Laurin Huss (2), Nick Scherbaum (4), Max Balbuchta, Max Böhm (2), Oliver Schwartz, Kim Nusser, Niklas Priebe, Linus Schmid (7), Luca Schwab, Tim Bauer (6), Julian Hofer, Leon Dotzauer, Linus Zemmel, Till Elger, Max Heydecke (6)
Trainer und Offizielle: Alexander Adam, Magnus Gründig, Jens Geiselhart, Sina Ernst
HC Erlangen: Lars Genz (10), Simon Sturm (1), Moritz Moser, Dorian Knezevic, Finn Schultz (3), Michel Fuchs (10), Hans Lukas Willax (3), Lukas Frank (2), Maxsim Lochman (5), Florian Weiß, Finn Scharnweber (4), Lukas Herold, Philipp Senft, Fabian Kreuzer
Trainer und Offizielle: Bernd Wittmann, Tobias Wannenmacher, Jan Kauer, Liv Stöth
| 31. Mai 2025 19:30 Uhr TV: Sportdeutschland.tv | HC Erlangen                | 42:36        | JANO Filder                      | Karl-Heinz-Hiersemann-Halle, Erlangen Zuschauer: 1858 Schiedsrichter: Leon Bärmann, Lutz Pittner |
| 31. Mai 2025 19:30 Uhr TV: Sportdeutschland.tv | meiste Tore: Lars Genz (9) | (18:18)      | meiste Tore: Nick Scherbaum (11) | Karl-Heinz-Hiersemann-Halle, Erlangen Zuschauer: 1858 Schiedsrichter: Leon Bärmann, Lutz Pittner |
| 31. Mai 2025 19:30 Uhr TV: Sportdeutschland.tv | Strafen: 2× 4× 1×          | Spielbericht | Strafen: 2×                      | Karl-Heinz-Hiersemann-Halle, Erlangen Zuschauer: 1858 Schiedsrichter: Leon Bärmann, Lutz Pittner |

HC Erlangen: Lars Genz (9), Simon Sturm (2), Moritz Moser, Felix Rümmelein, Dorian Knezevic, Finn Schultz (3), Michel Fuchs (7), Hans Lukas Willax (8), Lukas Frank (2), Maxsim Lochman (3), Finn Scharnweber (3), Lukas Herold (1), Philipp Senft (2), Fabian Kreuzer (2)
Trainer und Offizielle: Bernd Wittmann, Tobias Wannenmacher, Jan Kauer, Liv Stöth
JANO Filder: Ben Tiago van der Mei (3), Laurin Huss (3), Nick Scherbaum (11), Max Balbuchta, Max Böhm, Oliver Schwartz, Kim Nusser, Niklas Priebe (1), Linus Schmid (4), Luca Schwab, Tim Bauer (7), Julian Hofer, Leon Dotzauer, Linus Zemmel, Till Elger, Max Heydecke (7)
Trainer und Offizielle: Alexander Adam, Magnus Gründig, Jens Geiselhart, Sina Ernst
Mit zwei Siegen in den Finalspielen gewann die U19 des HC Erlangen die Deutsche A-Jugend-Meisterschaft in der Saison 2024/25. Es war nach 41 Jahren der zweite Titelgewinn für die Erlanger. 1984 holte der Vorgängerverein CSG Erlangen den ersten A-Jugendtitel.